# Militärflugplatz Ghedi

i7
i11
i13
Der Militärflugplatz Ghedi (ICAO-Code: LIPL) befindet sich in der norditalienischen Region Lombardei, rund 15 Kilometer südöstlich von Brescia und zwei Kilometer nördlich von Ghedi. Die manchmal verwendete Bezeichnung „Brescia-Ghedi“ dient der Abgrenzung zum drei Kilometer weiter östlich gelegenen, inzwischen zivilen Flughafen Brescia-Montichiari.

## Infrastruktur und Nutzung
Der Militärflugplatz Ghedi bildete mit dem benachbarten Flugplatz Montichiari lange Zeit einen sehr großen, räumlich zusammenhängenden Militärstützpunkt. Auch nach der Teilung der beiden Flugplätze bleibt Ghedi eine der größten und wichtigsten Einrichtungen der italienischen Luftwaffe. Nördlich und östlich der knapp drei Kilometer langen Start- und Landebahn 13R/31L und deren zu einer Reservepiste ausgebauten parallelen Rollbahn (13L/31R) befinden sich militärische Anlagen mit Abstellflächen und geschützten Flugzeugunterständen. Ghedi ist an das Northern Italy Pipeline System angeschlossen.
Auf dem Flugplatz ist das 6. Geschwader (6º Stormo) der italienischen Luftwaffe stationiert. Es verfügt neben verschiedenen Unterstützungseinheiten über drei fliegende Staffeln: die 102º und die  154º Gruppo sind mit Kampfflugzeugen vom Typ Lockheed Martin F-35A ausgerüstet, während in der 155º Gruppo die verbliebenen Panavia Tornado in den Versionen IDS und ECR konzentriert wurden (Stand Juli 2025). Sowohl die in Ausmusterung befindlichen Tornados, als auch die F-35A können im Rahmen der nuklearen Teilhabe amerikanische B61-Atombomben einsetzen, welche am Nordrand des Flugplatzes in unterirdischen Bunkeranlagen gelagert werden. Der Flugplatz ist nach dem Militärpiloten Luigi Olivari benannt, der 1917 ums Leben kam.

## Geschichte
Die Geschichte der Flugplätze von Ghedi und Montichiari beginnt mit einer internationalen Flugschau, die hier im September 1909 ausgetragen wurde. Im Ersten Weltkrieg waren in Ghedi Jagdverbände und Aufklärer stationiert, im Zweiten Weltkrieg gab es hier eine Flugschule für angehende Bomberpiloten. Nach dem Waffenstillstand von Cassibile wurde Ghedi Ende 1943 einer der wichtigsten Flugplätze der Aeronautica Nazionale Repubblicana, der Luftwaffe der faschistischen Repubblica Sociale Italiana. Die Organisation Todt baute Ghedi-Montichiari 1944 stark aus. Italienische und deutsche Staffeln kämpften von hier aus bis April 1945 gegen alliierte Bomberformationen. Unmittelbar nach Kriegsende richteten die Alliierten auf dem zerstörten Flugplatz ein Kriegsgefangenenlager ein.
Die beiden Flugplätze von Ghedi und Montichiari wurden Anfang der 1950er-Jahre nach damaligen NATO-Standards wieder aufgebaut. Bei dieser Gelegenheit verkaufte man weite Teile des Gebietes zwischen den beiden Flugplätzen an Landwirte, ein Rollweg verband die beiden Anlagen jedoch noch viele Jahre. Montichiari wurde in der Folge als Reserveflugplatz eine Art Außenstelle von Ghedi. Man stationierte dort von 1959 bis 1999 eine Flugabwehrraketen-Einheit (65º Gruppo) auf Nike Hercules und eine Raketenschule der 1ª Brigata Aerea, welche 1923 in Brescia als Jagdgeschwader aufgestellt worden war.

Wappen 6. Geschwader

Das 1951 in Treviso wieder errichtete 6. Geschwader (6º Stormo) verlegte noch im selben Jahr nach Ghedi und erhielt schrittweise die drei fliegenden Staffeln 154, 155 und 156. Der damaligen Luftwaffenstruktur entsprechend wurde der Verband auf Brigade-Niveau (6ª Aerobrigata) angehoben und ab 1956 mit Flugzeugen vom Typ F-84F ausgerüstet. Mit diesen Maschinen bildete man in Ghedi auch die Kunstflugstaffel Diavoli Rossi („Rote Teufel“), die unter anderem in den USA auftrat. Mit der Einführung der F-104 Starfighter wurde der Verband ab 1964 wieder verkleinert: Die 155. Staffel verlegte nach Piacenza (und 1973 nach Istrana), kam dann 1985 wieder nach Ghedi zurück, rüstete auf Tornados um, und ging 1990 wiederum nach Piacenza. Die 156. Staffel kam 1966 nach Gioia del Colle in Süditalien und kehrte 2008 von dort mit Tornados wieder nach Ghedi zurück. Nur die 154. Staffel, die ab dem 27. August 1982 als erste in Italien auf Tornados umrüstete, ist bis heute in Ghedi geblieben.
Im September 1993 erhielt das 6. Geschwader die 102. Staffel vom 5. Geschwader (5º Stormo) aus Rimini-Miramare. Diese Jagdbomberstaffel hatte dort lange Zeit die F-104S Starfighter geflogen und war ebenfalls in die nukleare Teilhabe eingebunden. Nach der in Ghedi erfolgten Umrüstung auf Tornados übernahm sie ab 1998 auch die Ausbildung der angehenden italienischen Tornado-Piloten, da die trinationale Ausbildungseinrichtung Tri-National Tornado Training Establishment im britischen Cottesmore aufgelöst wurde.
Tornados des 6. Geschwaders wurden 1991 im Irak, 1995 und 1999 im ehemaligen Jugoslawien, ab 2008 in Afghanistan, 2011 in Libyen und dann nochmals über dem Irak und auch Syrien eingesetzt, in Aufklärungskonfigurationen auch im Auftrag des Internationalen Gerichtshofs bei der Suche nach Massengräbern im ehemaligen Jugoslawien sowie im Auftrag des italienischen Zivilschutzes bei Naturkatastrophen und anderen Unglücksfällen.
Im September 2016 kehrte die 155. Staffel mit ihren Tornado ECR von Piacenza nach Ghedi zurück. Im Zug einer Neuordnung des 6. Geschwaders wurde die 156. Staffel aufgelöst. Damit hat das Geschwader weiterhin drei Staffeln. Im Sommer 2022 feierte das Geschwader 40 Tornado-Dienstjahre.
Gleichzeitig eröffnete es am süditalienischen Militärflugplatz Amendola eine temporäre Außenstelle, die die ersten Kampfflugzeuge des Typs Lockheed Martin F-35 des 6. Geschwaders übernahm, die dort aus Rationalisierungsgründen vorübergehend zusammen mit den F-35 des dortigen Geschwaders stationiert wurden. In Ghedi erfolgte ein erster Besuch einer F-35A des 6. Geschwaders am 16. Juni 2022. Die Umrüstung des Geschwaders machte umfangreiche Modernisierungsarbeiten auf dem Militärflugplatz nötig: es entstanden unter anderem neue Hangars, die Start- und Landebahn wurde grundsaniert und die nördliche parallele Rollbahn zur Reservepiste 13L/31R ausgebaut. Als erstes rüstete die 102. Staffel auf die F-35A um, gefolgt von der 154. Mitte 2025.

## Zwischenfälle
Wegen der geringen Entfernung zwischen dem Militärflugplatz Ghedi und dem seit 1999 kommerziell genutzten Flughafen Montichiari, insbesondere wegen der zwar versetzten, aber parallel gelegenen Start- und Landebahnen, ist es in der Vergangenheit mehrmals zu irrtümlichen Landungen auf jeweils falschen Pisten gekommen. So landeten Kampfflugzeuge verbündeter Luftstreitkräfte bei Übungen versehentlich in Montichiari, Sport- und Geschäftsflieger in Ghedi. Bei irrtümlichen Landungen ziviler Maschinen in Ghedi leitet sowohl das Militär als auch die zivile Flugsicherheitsbehörde ANSV Untersuchungen ein. Auf Luftfahrtkarten ist Ghedi eindeutig als Sperrgebiet gekennzeichnet.